# سلسبيل

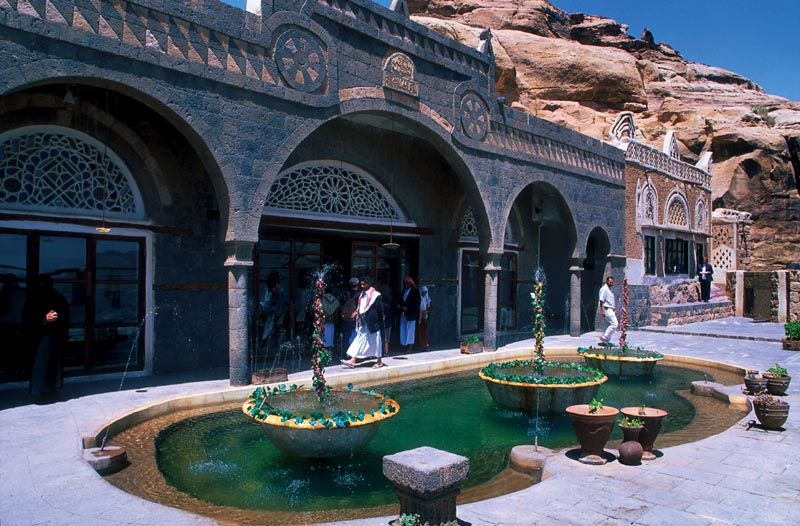
الشاذروان في دار الحجر، صنعاء.

السلسبيل أو الشاذروان هو لوح رخامي مموج يستخدم وحده أو مع النافورة، لهذا العنصر عدة أمثلة فقد تكون متداخلة مع ماء السبيل، وانتشرت الشاذروانات في زمن الدولة العباسية ويعتبر شاذروان قصر العاشق والمعشوق في سامراء هو أكبر شاذروان إسلامي حتى بداية القرن العشرين.